# Castillo de Breda
El Castillo de Breda (en neerlandés: Kasteel van Breda) es una fortaleza que se encuentra en Breda en los Países Bajos. La ciudad de Breda llegó a existir cerca de la fortaleza. En 1350, el duque de Brabante vendió Breda a Juan II de Polanen (Barón de Breda). Se reforzó el castillo con cuatro torres y un canal. Su hija Juana de Polanen se casó en 1403 con el alemán Engelbert I Duque de Nassau. Su hijo Juan IV de Nassau amplió el castillo.
Enrique III de Nassau-Breda cambió el castillo a un palacio renacentista en 1536, obra de Tommaso Vincidor. Murió en 1538 y su hijo René de Châlon terminó el castillo y construyó una capilla en 1540.